# Elephantopus senegalensis
Elephantopus senegalensis là một loài thực vật có hoa trong họ Cúc. Loài này được (Klatt) Oliv. & Hiern mô tả khoa học đầu tiên năm 1877.